# Herb McKenley
Herbert Henry "Herb" McKenley  (10. července 1922, Pleasant Valley – 26. listopadu 2007, Kingston) byl jamajský atlet, běžec, olympijský vítěz.

## Sportovní kariéra
V roce 1947 byl držitelem nejlepších světových časů na 100 metrů (10,3), 200 metrů (20,4) i 400 metrů (46,2). Jde o jediného běžce v historii, který to dokázal. Před olympiádou v Londýně v roce 1948 zlepšil světový rekord na 400 metrů, když dosáhl času 45,9. V olympijském finále této disciplíny nečekaně prohrál se svým krajanem Arthurem Wintem a získal stříbrnou medaili. V běhu na 200 metrů skončil čtvrtý. Při startu na olympiádě v Helsinkách v roce 1952 byl členem vítězné štafety na 4 × 400 metrů, na tratích 100 metrů a 400 metrů vybojoval stříbrnou medaili.

## Vyznamenání
- Řád za zásluhy – Jamajka[1]